# Atletica leggera ai Giochi della XXIX Olimpiade - 200 metri piani femminili

Video della Finale

Ai Giochi della XXIX Olimpiade, tenutisi a Pechino nel 2008, la competizione dei 200 metri piani femminili si è svolta il 19 e il 21 agosto presso lo Stadio nazionale di Pechino.

## Presenze ed assenze delle campionesse in carica
| Competizione         | Atleta            | Prestazione | Pechino 2008 |
| -------------------- | ----------------- | ----------- | ------------ |
| Olimpiadi 2004       | Veronica Campbell | 22”05       | Presente     |
| Commonwealth 2006    | Sherone Simpson   | 22”59       | Presente     |
| Europei 2006         | Kim Gevaert       | 22”68       | Presente     |
| Coppa del mondo 2006 | Sanya Richards    | 22”23       | Solo 400 m   |
| Asiatici 2006        | Ruqaya Al-Ghasra  | 23”19       | Presente     |
| Panamericani 2007    | Roxana Díaz       | 22”90       | Presente     |
| Africani 2007        | Oludamola Osayomi | 23”21       | Presente     |
| Mondiali 2007        | Allyson Felix     | 21”81       | Presente     |
|                      |                   |             |              |
| Mondiali junior 2004 | Shalonda Solomon  | 22”82       | Non qual.    |

## Cronoprogramma
| 6 Batterie         | 19 agosto, ore 10:00 | 48 partenti   | Si qualificano le prime 3 + i 10 migliori tempi. |
| 4 Quarti di finale | 19 agosto, ore 19:00 | 8 + 8 + 8 + 8 | Si qualificano le prime 3 + i 4 migliori tempi.  |
| 2 Semifinali       | 20 agosto, ore 21:55 | 8 + 8         | Si qualificano le prime 4 di ciascuna semifinale |
| Finale             | 21 agosto, ore 19:30 | 8 concorrenti |                                                  |

## Gara
Muna Lee è la più veloce al primo turno: 22"76. Si ripropone lo scontro USA-Giamaica che ha caratterizzato i 100 metri. Nei quarti Veronica Campbell-Brown (Gia) batte Allyson Felix (USA) e Sherone Simpson (Gia) batte Muna Lee (nell'altro scontro Kerron Stewart e Marshevet Hooker sono battute dalla russa Julija Čermošanskaja). Il miglior tempo della serie è realizzato dalla Simpson: 22"60.
In semifinale, invece, il confronto finisce in pari: le giamaicane Veronica Campbell-Brown e Kerron Stewart battono Muna Lee, mentre le nordamericane Allyson Felix e Marshevet Hooker battono Sherone Simpson. Il miglior tempo è della Campbell-Brown: 22"19. La Čermošanskaja è la prima delle eliminate con 22"57.
In finale, la più rapida a partire è Veronica Campbell-Brown, la campionessa in carica, che a metà gara ha un vantaggio di un decimo (due metri) sulle inseguitrici (Stewart, Lee e Felix). All'ingresso del rettilineo la Campbell mantiene la velocità acquisita e va a vincere con quattro metri di vantaggio e con il proprio record personale. Nel finale la Stewart non regge il ritmo delle avversarie: viene superata dalla Felix, che si aggiudica l'argento e viene quasi affiancata da Muna Lee (record personale anche per lei), che giunge a un solo centesimo dalla giamaicana.

## Batterie
Martedì 19 agosto.
Si qualificano per i Quarti di finale le prime 4 classificate di ogni batteria. Vengono ripescati gli 8 migliori tempi delle escluse.

### 1ª Batteria
Ore 10:00.

| Pos | Corsia | Atleta                | Paese               | Tempo | Note |
| --- | ------ | --------------------- | ------------------- | ----- | ---- |
| 1   | 7      | Allyson Felix         | Stati Uniti         | 23"02 | Q    |
| 2   | 8      | Susanthika Jayasinghe | Sri Lanka           | 23"04 | Q    |
| 3   | 9      | Virgil Hodge          | Saint Kitts e Nevis | 23"14 | Q    |
| 4   | 4      | Aleksandra Fedoriva   | Russia              | 23"29 | Q    |
| 5   | 5      | Inna Eftimova         | Bulgaria            | 23"50 | q    |
| 6   | 6      | Kia Davis             | Liberia             | 24"31 | .    |
| 7   | 3      | Kirsten Nieuwendam    | Suriname            | 24"46 | RN   |
| .   | 2      | Vida Anim             | Ghana               | NP    |      |

### 2ª Batteria
Ore 10:07.

| Pos | Corsia | Atleta                | Paese           | Tempo | Note |
| --- | ------ | --------------------- | --------------- | ----- | ---- |
| 1   | 3      | Muna Lee              | Stati Uniti     | 22"71 | Q    |
| 2   | 4      | Muriel Hurtis-Houairi | Francia         | 22"72 | Q    |
| 3   | 2      | Cydonie Mothersill    | Isole Cayman    | 22"76 | Q    |
| 4   | 6      | Julija Čermošanskaja  | Russia          | 22"98 | Q    |
| 5   | 7      | Ivet Lalova           | Bulgaria        | 23"13 | q    |
| 6   | 9      | Marielis Sánchez      | Rep. Dominicana | 24"05 | .    |
| 7   | 5      | Carol Rodríguez       | Porto Rico      | 24"07 | .    |
| .   | 8      | Kim Gevaert           | Belgio          | NP    |      |

### 3ª Batteria
Ore 10:14.

| Pos | Corsia | Atleta                   | Paese               | Tempo | Note |
| --- | ------ | ------------------------ | ------------------- | ----- | ---- |
| 1   | 3      | Marshevet Hooker         | Stati Uniti         | 23"07 | Q    |
| 2   | 2      | Debbie Ferguson-McKenzie | Bahamas             | 23"22 | Q    |
| 3   | 9      | Oludamola Osayomi        | Nigeria             | 23"31 | Q    |
| 4   | 8      | Eleni Artymata           | Cipro               | 23"58 | Q    |
| 5   | 7      | Sabina Veit              | Slovenia            | 23"62 | .    |
| 6   | 6      | Gloria Kemasuode         | Nigeria             | 23"72 | .    |
| 7   | 5      | Meritzer Williams        | Saint Kitts e Nevis | 23"83 | .    |
| 8   | 4      | Fabienne Féraez          | Benin               | 24"07 | .    |

### 4ª Batteria
Ore 10:21.

| Pos | Corsia | Atleta           | Paese         | Tempo | Note |
| --- | ------ | ---------------- | ------------- | ----- | ---- |
| 1   | 8      | Rakia Al-Gassra  | Bahamas       | 22"81 | Q    |
| 2   | 4      | Emily Freeman    | Gran Bretagna | 22"95 | Q    |
| 3   | 7      | Kerron Stewart   | Giamaica      | 23"03 | Q    |
| 4   | 2      | Ionela Târlea    | Romania       | 23"24 | Q    |
| 5   | 5      | Darlenis Obregón | Colombia      | 23"33 | q    |
| 6   | 9      | Guzel Khubbieva  | Uzbekistan    | 23"44 | q    |
| 7   | 3      | Jade Bailey      | Barbados      | 23"62 | .    |
| 8   | 6      | Lai Lai Win      | Birmania      | 24"37 | .    |

### 5ª Batteria
Ore 10:28.

| Pos | Corsia | Atleta                  | Paese     | Tempo | Note |
| --- | ------ | ----------------------- | --------- | ----- | ---- |
| 1   | 6      | Veronica Campbell-Brown | Giamaica  | 23"04 | Q    |
| 2   | 8      | Kadiatou Camara         | Mali      | 23"06 | Q    |
| 3   | 5      | Natalia Rusakova        | Russia    | 23"21 | Q    |
| 4   | 3      | Sheniqua Ferguson       | Bahamas   | 23"33 | Q    |
| 5   | 4      | Adrienne Power          | Canada    | 23"40 | q    |
| 6   | 9      | Vincenza Calì           | Italia    | 23"44 | q    |
| 7   | 7      | Isabel Le Roux          | Sudafrica | 23"67 | .    |
| 8   | 2      | Samia Yusuf Omar        | Somalia   | 32"16 | .    |

### 6ª Batteria
Ore 10:35.

| Pos | Corsia | Atleta                 | Paese                   | Tempo | Note   |
| --- | ------ | ---------------------- | ----------------------- | ----- | ------ |
| 1   | 6      | Nataliya Pyhyda        | Ucraina                 | 22"91 | Q, RP= |
| 2   | 9      | Sherone Simpson        | Giamaica                | 22"94 | Q      |
| 3   | 2      | Roxana Díaz            | Cuba                    | 23"09 | Q      |
| 4   | 7      | LaVerne Jones-Ferrette | Isole Vergini Americane | 23"12 | Q      |
| 5   | 8      | Evelyn dos Santos      | Brasile                 | 23"43 | q      |
| 6   | 3      | Allison George         | Grenada                 | 23"45 | q      |
| 7   | 5      | Marta Jeschke          | Polonia                 | 23"59 | .      |
| 8   | 4      | Gretta Taslakian       | Libano                  | 25.32 |        |

### Graduatoria Batterie
| Batteria | Corsia | Atleta                   | Paese                   | Tempo | Note   |
| -------- | ------ | ------------------------ | ----------------------- | ----- | ------ |
| 2        | 3      | Muna Lee                 | Stati Uniti             | 22"71 | Q      |
| 2        | 4      | Muriel Hurtis-Houairi    | Francia                 | 22"72 | Q      |
| 2        | 2      | Cydonie Mothersill       | Isole Cayman            | 22"76 | Q      |
| 4        | 8      | Rakia Al-Gassra          | Bahrein                 | 22"81 | Q      |
| 6        | 6      | Nataliya Pyhyda          | Ucraina                 | 22"91 | Q, RP= |
| 6        | 9      | Sherone Simpson          | Giamaica                | 22"94 | Q      |
| 4        | 4      | Emily Freeman            | Gran Bretagna           | 22"95 | Q      |
| 2        | 6      | Julija Čermošanskaja     | Russia                  | 22"98 | Q      |
| 1        | 7      | Allyson Felix            | Stati Uniti             | 23"02 | Q      |
| 4        | 7      | Kerron Stewart           | Giamaica                | 23"03 | Q      |
| 1        | 8      | Susanthika Jayasinghe    | Sri Lanka               | 23"04 | Q      |
| 5        | 6      | Veronica Campbell-Brown  | Giamaica                | 23"04 | Q      |
| 5        | 8      | Kadiatou Camara          | Mali                    | 23"06 | Q      |
| 3        | 3      | Marshevet Hooker         | Stati Uniti             | 23"07 | Q      |
| 6        | 2      | Roxana Díaz              | Cuba                    | 23"09 | Q      |
| 6        | 7      | LaVerne Jones-Ferrette   | Isole Vergini Americane | 23"12 | Q      |
| 2        | 7      | Ivet Lalova              | Bulgaria                | 23"13 | q      |
| 1        | 9      | Virgil Hodge             | Saint Kitts e Nevis     | 23"14 | Q      |
| 5        | 5      | Natalia Rusakova         | Russia                  | 23"21 | Q      |
| 3        | 2      | Debbie Ferguson-McKenzie | Bahamas                 | 23"22 | Q      |
| 4        | 2      | Ionela Târlea            | Romania                 | 23"24 | Q      |
| 1        | 4      | Aleksandra Fedoriva      | Russia                  | 23"29 | Q      |
| 3        | 9      | Oludamola Osayomi        | Nigeria                 | 23"31 | Q      |
| 5        | 3      | Sheniqua Ferguson        | Bahamas                 | 23"33 | Q      |
| 4        | 5      | Darlenis Obregón         | Colombia                | 23"33 | q      |
| 5        | 4      | Adrienne Power           | Canada                  | 23"40 | q      |
| 6        | 8      | Evelyn dos Santos        | Brasile                 | 23"43 | q      |
| 5        | 9      | Vincenza Calì            | Italia                  | 23"44 | q      |
| 4        | 9      | Guzel Khubbieva          | Uzbekistan              | 23"44 | q      |
| 6        | 3      | Allison George           | Grenada                 | 23"45 | q      |
| 1        | 5      | Inna Eftimova            | Bulgaria                | 23"50 | q      |
| 3        | 8      | Eleni Artymata           | Cipro                   | 23"58 | Q      |
| 6        | 5      | Marta Jeschke            | Polonia                 | 23"59 | .      |
| 3        | 7      | Sabina Veit              | Slovenia                | 23"62 | .      |
| 4        | 3      | Jade Bailey              | Barbados                | 23"62 | .      |
| 5        | 7      | Isabel Le Roux           | Sudafrica               | 23"67 | .      |
| 3        | 6      | Gloria Kemasuode         | Nigeria                 | 23"72 | .      |
| 3        | 5      | Meritzer Williams        | Saint Kitts e Nevis     | 23"83 | .      |
| 2        | 9      | Marielis Sánchez         | Rep. Dominicana         | 24"05 | .      |
| 2        | 5      | Carol Rodríguez          | Porto Rico              | 24"07 | .      |
| 3        | 4      | Fabienne Féraez          | Benin                   | 24"07 | .      |
| 1        | 6      | Kia Davis                | Liberia                 | 24"31 | .      |
| 4        | 6      | Lai Lai Win              | Birmania                | 24"37 | .      |
| 1        | 3      | Kirsten Nieuwendam       | Suriname                | 24"46 | RN     |
| 6        | 4      | Gretta Taslakian         | Libano                  | 25"32 |        |
| 5        | 2      | Samia Yusuf Omar         | Somalia                 | 32"16 | .      |
| 1        | 2      | Vida Anim                | Ghana                   | NP    |        |
| 2        | 8      | Kim Gevaert              | Belgio                  | NP    |        |

Legenda:
- Q = Qualificata per il turno successivo;
- q = Ripescata per il turno successivo;
- RN = Record nazionale;
- RP = Record personale;
- NP = Non partita;
- Rit. = Ritirata.

## Quarti di finale
Martedì 19 agosto.
Si qualificano per le Semifinali le prime 4 classificate di ogni batteria. Vengono ripescati gli 8 migliori tempi delle escluse.

## Semifinali
Mercoledì 20 agosto, Stadio nazionale di Pechino.

Accedono alla finale le prime 4 di ciascuna semifinale. Non ci sono ripescaggi.

### 1ª Semifinale
Ore 21:55.

| Pos | Corsia | Atleta                | Paese       | Tempo | Note |
| --- | ------ | --------------------- | ----------- | ----- | ---- |
| 1   | 5      | Veronica Campbell     | Giamaica    | 22”19 | Q    |
| 2   | 7      | Kerron Stewart        | Giamaica    | 22”29 | Q    |
| 3   | 4      | Muna Lee              | Stati Uniti | 22”29 | Q    |
| 4   | 9      | Debbie Ferguson       | Bahamas     | 22”51 | Q    |
| 5   | 6      | Julija Čermošanskaja  | Russia      | 22”57 |      |
| 6   | 3      | Natalija Pygyda       | Ucraina     | 22”95 |      |
| 7   | 8      | Susanthika Jayasinghe | Sri Lanka   | 22”98 |      |
| 8   | 2      | Roxana Díaz           | Cuba        | 23”12 |      |

### 2ª Semifinale
Ore 22:04.

| Pos | Corsia | Atleta              | Paese         | Tempo | Note |
| --- | ------ | ------------------- | ------------- | ----- | ---- |
| 1   | 7      | Allyson Felix       | Stati Uniti   | 22”33 | Q    |
| 2   | 9      | Marshevet Hooker    | Stati Uniti   | 22”50 | Q    |
| 3   | 5      | Sherone Simpson     | Giamaica      | 22”50 | Q    |
| 4   | 3      | Cydonie Mothersill  | Isole Cayman  | 22”61 | Q    |
| 5   | 4      | Muriel Hurtis       | Francia       | 22”71 |      |
| 6   | 6      | Roqaya Al-Gassra    | Bahrein       | 22”72 |      |
| 7   | 8      | Emily Freeman       | Gran Bretagna | 22”83 |      |
| 8   | 2      | Aleksandra Fedoriva | Russia        | 23”22 |      |

## Finale
Giovedì 21 agosto, ore 19:30. Stadio Nazionale di Pechino. Vento + 0,6 m/s.
| Pos | Atleta                   | Paese        | Tempo | Note                                                                    |
| --- | ------------------------ | ------------ | ----- | ----------------------------------------------------------------------- |
|     | Veronica Campbell        | Giamaica     | 21"74 | Miglior prestazione mondiale stagionale · Miglior prestazione personale |
|     | Allyson Felix            | Stati Uniti  | 21"93 |                                                                         |
|     | Kerron Stewart           | Giamaica     | 22"00 |                                                                         |
| 4   | Muna Lee                 | Stati Uniti  | 22"01 | Miglior prestazione personale                                           |
| 5   | Marshevet Hooker         | Stati Uniti  | 22"34 | Miglior prestazione personale                                           |
| 6   | Sherone Simpson          | Giamaica     | 22"36 |                                                                         |
| 7   | Debbie Ferguson-McKenzie | Bahamas      | 22"61 |                                                                         |
| 8   | Cydonie Mothersill       | Isole Cayman | 22"68 |                                                                         |

Veronica Campbell-Brown è la seconda atleta a vincere due titoli olimpici consecutivi sui 200 metri: prima di lei c'era riuscita solamente Bärbel Wöckel (nata Eckert) che realizzò la doppietta negli anni 1976-80.
Legenda:
- MS = Migliore prestazione mondiale dell'anno;
- RN = Record nazionale;
- RP = Record personale;
- NP = Non partita.